# Stefania Liberakakis
Stefania Liberakakis (en griego: Στεφανία Λυμπερακάκη, Stefanía Lymperakáki; Utrecht, 17 de diciembre de 2002), también conocida simplemente como Stefania, es una cantante, actriz, actriz de doblaje y YouTuber greco-neerlandesa.
Es una exmiembro del grupo de chicas Kisses, que representó a los Países Bajos en el Festival de la Canción de Eurovisión Junior 2016. También protagonizó la serie de televisión neerlandesa Brugklas. Asimismo, iba a representar a Grecia en Eurovisión 2020, pero fue cancelado. Finalmente representó a Grecia en el 2021 con la canción Last dance, quedando en décima posición.

## Carrera

### Carrera temprana
En 2013, Liberakakis participó en la tercera edición de La Voz Kids en los Países Bajos. Tras su audición a ciegas, se unió al equipo Borsato, pero fue eliminada en la ronda de las batallas. Después, se unió al coro infantil Kinderen voor Kinderen, el cual dejaría dos años más tarde.
| The Voice Kids (actuaciones y resultados) | The Voice Kids (actuaciones y resultados) | The Voice Kids (actuaciones y resultados) | The Voice Kids (actuaciones y resultados) |
| Realizado                                 | Canción                                   | Artista original                          | Resultado                                 |
| ----------------------------------------- | ----------------------------------------- | ----------------------------------------- | ----------------------------------------- |
| Audición a ciegas                         | "No One"                                  | Alicia Keys                               | Se unió al equipo Marco Borsato           |
| Las batallas                              | "Hoe"                                     | Nielson y Miss Montreal                   | Eliminada                                 |

### 2016: Eurovisión Junior
En 2016, Liberakakis audicionó para Junior Songfestival, la preselección holandesa para Eurovisión Junior. Fue elegida internamente para representar a los Países Bajos en el festival de 2016 en La Valeta como parte del grupo de chicas Kisses. El grupo interpretó la canción "Kisses and Dancin" y se ubicó en el octavo lugar de 17.

### 2017–2019: carrera en solitario y actuación
En 2018, Liberakakis lanzó su primer sencillo en solitario llamado "Stupid Reasons". En 2019, lanzó tres sencillos más: "Wonder", "I'm Sorry (Whoops!)" Y "Turn Around". En junio de 2019, interpretó una versión de la canción "Con Calma" (junto con Konnie Metaxa e Ilenia Williams ) en los MAD Video Music Awards, que se transmitió en la televisión griega.
A partir de 2018, interpreta a Fenna en la serie de televisión Brugklas (en castellano: Los primeros años). También protagonizó las películas neerlandesas Brugklas: De tijd van m'n leven, De Club van Lelijke Kinderen (como cantante) y 100% Coco New York (como Lilly).

### 2020-2021: Festival de Eurovisión

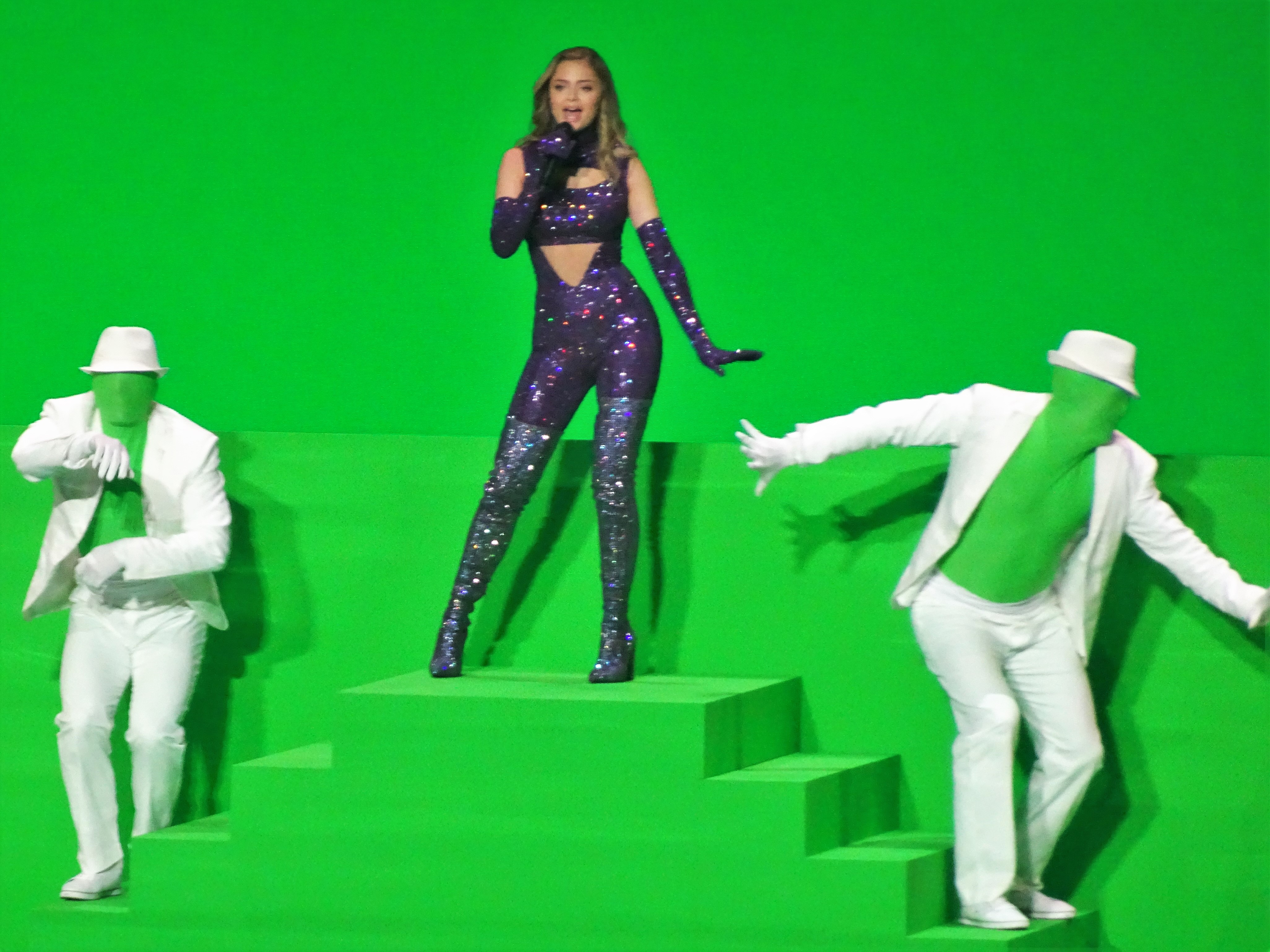
Stefania durante su actuación en Eurovisión 2021

A finales de 2019, Liberakakis fue nombrada candidato potencial para representar a Grecia en el Festival de Eurovisión 2020 celebrado en Róterdam, Países Bajos. El 3 de febrero de 2020, la emisora ERT confirmó que había sido seleccionada para suceder a Katerine Duska como representante griega. Iba a interpretar la canción "Superg!rl" en la segunda semifinal el 14 de mayo de 2020. Sin embargo, el festival fue cancelado debido a la pandemia de COVID-19.
Tras la suspensión de Eurovisión 2020, la radiodifusora pública griega seleccionó a la artista para representar al país en el certamen de 2021 con el tema "Last Dance". De este modo, fue la primera cantante en participar en Eurovisión Junior con un grupo y en hacerlo después como solista en la versión sénior.

## Vida personal
La familia de Liberakakis es originaria de Sofikó, un pueblo cerca de la ciudad de Didimótico, en la unidad regional Evros en Macedonia oriental y Tracia. Estuvo en una relación con el también cantante neerlandés Janes Heuvelmans, que representó a los Países Bajos en el Festival de Eurovisión Junior 2017 como parte de la banda de chicos Fource. Finalmente, ambos pusieron fin a su relación de mutuo acuerdo en 2021.